# Richard Edward Taylor
Richard Edward Taylor (Medicine Hat, 2 novembre 1929 – Stanford, 22 febbraio 2018) è stato un fisico canadese naturalizzato statunitense, vincitore, insieme a Jerome Isaac Friedman e Henry Way Kendall, del premio Nobel per la fisica nel 1990, per «le loro indagini pionieristiche relative alla profonda diffusione inelastica degli elettroni sui protoni e sui collegati neutroni, che sono state di fondamentale importanza per lo sviluppo del modello dei quark e la fisica delle particelle».

## Studi
Nel 1950 si laurea all'Università dell'Alberta e nel 1952 consegue un master. Nel 1962, poi, ottiene il dottorato presso la Stanford University.
Nel 1971 ha ottenuto una fellowship al CERN.

## Pubblicazioni
- Richard E. Taylor, Nucleon Form Factors above 6 GeV, in Stanford Linear Accelerator Center (SLAC), United States Department of Energy, settembre 1967.
- Richard E. Taylor, The Discovery of the Point Like Structure of Matter"], in Stanford Linear Accelerator Center (SLAC), United States Department of Energy (Office of Energy Research), settembre 2000.